# Partito Federale
In Argentina il Partito Federale originario fu l'aggregazione di un gruppo di persone che lottarono per stabilire un'organizzazione federale della Repubblica. Il federalismo argentino nacque ai tempi della Rivoluzione di Maggio ed ebbe la sua più importante figura in José Gervasio Artigas, fondatore dell'Unione dei Popoli Liberi, più conosciuta come Liga Federal. Fino alla seconda metà del XIX secolo lottò contro il Partito Unitario per stabilire la forma politica ed amministrativa del Paese.
Non bisogna confondere il Partito Federale del XIX secolo con il partito politico di minoranza di tendenze conservatrici fondato alla fine del XX secolo con il nome di Alianza Popular Federalista e chiamato usualmente "Partito Federale".

## Ideologia
L'opposizione tra federales e unitarios in Argentina è a volte confusa ed eccessivamente schematica. Si può far risalire la nascita del federalismo al 1811, quando Cornelio Saavedra convocò un congresso (la Junta Grande) al quale parteciparono rappresentanti delle province dell'interno per togliere il potere ai seguaci di Mariano Moreno; ciononostante durante quell'esperienza non si arrivò a disegnare uno stato federale.
Solo con il sorgere nella Banda Oriental della figura di José Gervasio Artigas si arrivò a rendere pubbliche le istruzioni date ai suoi rappresentanti nell'Assemblea dell'anno XII, che prevedevano la necessità di seguire un sistema federale di governo, ispirato all'esperienza degli Stati Uniti d'America. I componenti del Direttorio innalzarono allora la bandiera del centralismo per combattere quello che consideravano l'anarchismo dei diversi caudillos locali.
Il federalismo era concepito come una forma di organizzazione basata sulla libera associazione delle province, che, pur delegando al potere centrale alcune loro attribuzioni, conservavano al loro interno un'ampia autonomia. Anche se tra i federales figuravano diverse tipologie di individui, la parte più importante era costituita dai capi militari locali e dai loro seguaci; erano presenti però in tale aggregazione anche intellettuali che si ispiravano alla costituzione degli Stati Uniti d'America oltre che notabili provinciali che si opponevano al dominio politico ed economico dei ceti dirigenti di Buenos Aires, cioè della grande borghesia mercantile del maggior porto dell'America del Sud.
Dal punto di vista economico esisteva una netta divisione tra le istanze federaliste del litorale argentino e quelle delle province dell'interno; il primo propugnava il libero commercio e la libera navigazione dei grandi fiumi interni, opponendosi alla loro chiusura da parte di Buenos Aires, mentre nell'interno si rivendicava il protezionismo economico per difendere le più importanti produzioni territoriali. Il caso della provincia di Corrientes risulta atipico, in quanto rivendicava la libera navigazione combinata con il protezionismo; i suoi governi ideologicamente federalisti si allearono ripetutamente con i capi militari unitarios contro il potere economico di Buenos Aires.
A partire dal 1824 gli ideali federalisti cominciarono a circolare anche nella provincia di Buenos Aires, facendo presa in particolare sui grandi proprietari terrieri della periferia della città e sui ceti cittadini più umili. Il primo rappresentante di questo federalismo porteño fu Manuel Dorrego, che, dopo aver contribuito alla caduta del centralista Rivadavia, fu spodestato in quella che fu una rivolta dell'esercito nazionale contro un governo legalmente istituito. La rivolta, capeggiata dai comandanti militari ma appoggiata dai maggiori esponenti centralisti, si concluse tragicamente con la fucilazione dello stesso Dorrego nelle campagne di Navarro.  L'uscita di scena di Dorrego lasciò alla guida dei federalisti di Buenos Aires Juan Manuel de Rosas, che seppe ugualmente far leva sul popolino così come sugli estancieros della provincia per ascendere al potere.

Dopo che nel 1828 la Provincia Orientale, che aveva iniziato le lotte federaliste, si costituì nello stato indipendente dell'Uruguay Rosas rimase il principale referente del federalismo argentino; con il Pacto Federal riuscì a dare una debolissima parvenza di organizzazione statale in quella che fu chiamata Confederazione Argentina, assumendo su di sé solamente le deleghe provinciali per il comando dell'esercito e per gli affari esteri. La ricca e popolata provincia di Buenos Aires assunse tuttavia il dominio economico dell'intera zona del Río de la Plata, in virtù soprattutto degli enormi proventi della sua dogana. All'interno del Partito Federale tuttavia sorsero grandissime tensioni, che si manifestarono dapprima nell'interno del Paese per poi arrivare ad Entre Ríos, dove il caudillo locale Justo José de Urquiza, penalizzato economicamente dal monopolio commerciale porteño, si ribellò contro Rosas.

Bandiera militare argentina usata dai reggimenti federalisti.

## Simbologia
Dai tempi di José Gervasio Artigas il colore rosso, chiamato punzó, fu il colore rappresentativo del federalismo argentino, simboleggiando il sangue versato per la libertà contro la Spagna, il Portogallo e l'Impero del Brasile, oltre che nelle lotte per la conquista delle autonomie provinciali. Curiosamente in Uruguay a partire dal 1830 lo stesso colore fu usato dagli esponenti del Partido Colorado, alleati dei brasiliani e degli unitarios argentini contro i federales e i loro alleati locali del Partido Nacional. Il Partito Federale adottò anche come proprio simbolo un fiore chiamato estrella federal (in italiano "stella federale"), simbolo derivato da una stella rossa ad otto punte. Tra il 1832 e il 1850 si usò una fascia rossa chiamata Divisa punzó.